# Mirrors (album Blue Öyster Cult)
Mirrors – szósty album studyjny zespołu Blue Öyster Cult z sierpnia 1979 roku. Piosenka "In Thee" autorstwa Allena Laniera zajęła 74. miejsce na amerykańskiej liście przebojów. Nagrania dotarły do 44. miejsca listy Billboard 200 w USA.

## Lista utworów
Strona A
| 1. | "Dr. Music" (Richard Meltzer, Joe Bouchard, Donald Roeser)          | 3:10  |
|    |                                                                     |       |
| 2. | "The Great Sun Jester" (Michael Moorcock, John Trivers, Eric Bloom) | 4:48  |
|    |                                                                     |       |
| 3. | "In Thee" (Allen Lanier)                                            | 3:48  |
|    |                                                                     |       |
| 4. | "Mirrors" (Roeser, B. Abbott)                                       | 3:44  |
|    |                                                                     |       |
| 5. | "Moon Crazy" (J. Bouchard)                                          | 4:06  |
|    |                                                                     |       |
|    |                                                                     | 19:36 |
|    |                                                                     |       |
Strona B
| 1. | "The Vigil" (Roeser, S. Roeser)                                            | 6:25  |
|    |                                                                            |       |
| 2. | "I Am the Storm" (J. Bouchard, R. Binder)                                  | 3:42  |
|    |                                                                            |       |
| 3. | "You're not the One (I Was Looking for)" (Albert Bouchard, Caryn Bouchard) | 3:14  |
|    |                                                                            |       |
| 4. | "Lonely Teardrops" (Lanier)                                                | 3:37  |
|    |                                                                            |       |
|    |                                                                            | 16:58 |
|    |                                                                            |       |

## Twórcy
- Eric Bloom - gitara rytmiczna, wokal
- Donald "Buck Dharma" Roeser - gitara prowadząca, wokal
- Allen Lanier - instrumenty klawiszowe, gitara rytmiczna
- Joe Bouchard - gitara basowa, gitara, wokal
- Albert Bouchard - perkusja, wokal
- Tom Werman - producent
- Michael Moorcock - teksty